# Кетч, Джек
Джек Кетч (англ. Jack Ketch; ум. в 1686) — знаменитый палач ирландского происхождения, который служил английским королям Карлу II и Якову II. Кетч работал в 1663—1686 годах; в 1686 году был временно отстранён от службы и заключён в тюрьму, но после казни своего преемника был освобождён и снова назначен палачом. Казнил ряд известных персон, в том числе Уильяма Рассела в 1683 году и герцога Монмута в 1685 году. Часто упоминался в газетах. Известен своим либо неумелым, либо нарочно садистским методом отсечения головы, смысл садизма со стороны палача заключался в том, что не заточенное или специально затупленное остриё топора не способно отсечь голову с первого раза, после первого удара приговорённый был жив ещё некоторое время. В английском языке имя Jack Ketch стало нарицательным и в переносном смысле может означать любого палача.
Из-за его славы как садистского палача, имя «Джек Кетч» на английском языке стало синонимом, используемым в разговорной речи для:
- эвфемизм для смерти или Сатаны;
- виселица;
- относиться к палачам в целом.

## Отражение в культуре и искусстве
В исторической драме 1970 года Ночь кровавого монстра Кетча сыграл актёр Ховард Вернон.
Вторгается в мир игрока в качестве кошмарного духа в компьютерной игре Black Souls II.